# Гюзельяли (станція)
40°51′25″ пн. ш. 29°17′01″ сх. д. / 40.85684550764° пн. ш. 29.283511379973° сх. д.
 Гюзельяли (тур. Güzelyalı) — залізнична станція на лінії S-bahn Мармарай, що належить TCDD, розташована на анатолійській стороні Стамбула, у мікрорайоні Гюзельяли району Пендік.
Конструкція — наземна відкрита з однією острівною платформою. 
Розташована на залізниці Стамбул-Анкара та була введена в експлуатацію в 1959 році. 

Станція, яка була перебудована TCDD з інфраструктурою електрифікації та введена в експлуатацію 29 травня 1969 
, 
обслуговувала приміський поїзд B2 (Хайдарпаша — Гебзе) в 1969 — 2013 роках. 
Була закрита 

і перебудована і знову відкрита 12 березня 2019 року. 

## Пересадки
- Автобус: 133T, MR61

## Визначні місця поруч
- Мечеть Хіфзі Каплана
- Кампус коледжу Бахчешехір Пендік[en]

## Сервіс
| Попередня станція  | Лінія | Лінія    | Лінія | Наступна станція   |
| ------------------ | ----- | -------- | ----- | ------------------ |
| Терсане до Халкали |       | Мармарай |       | Аїдинтепе до Гебзе |